# Mark Laidlaw
Mark Laidlaw (31 de agosto de 1985) es un deportista canadiense que compitió en remo como timonel. Ganó dos medallas en el Campeonato Mundial de Remo, en los años 2008 y 2009.

## Palmarés internacional
| Campeonato Mundial | Campeonato Mundial   | Campeonato Mundial | Campeonato Mundial |
| Año                | Lugar                | Medalla            | Prueba             |
| ------------------ | -------------------- | ------------------ | ------------------ |
| 2008               | Ottensheim (Austria) | Medalla de oro     | Dos con timonel    |
| 2009               | Poznań (Polonia)     | Medalla de plata   | Ocho con timonel   |